# Remo Hunziker
Remo Hunziker (* 7. Februar 1992 in Liestal) ist ein Schweizer Eishockeyspieler, der seit 2016 auf Amateurebene für den EHC Zunzgen-Sissach spielt.

## Karriere
Remo Hunziker begann seine Karriere als Eishockeyspieler 1997 beim EHC Zunzgen Sissach. Von 2004 bis 2008 war er beim Nachwuchs des EHC Basel. Im Anschluss ging er für zwei Saisons zum HC Davos, wo er bei den Junioren aktiv war. Anschliessend spielte er ein Jahr für das Hartford Jr. Wolfpack in den Vereinigten Staaten und für die U20-Mannschaft des EHC Biel. Seit 2012 lebte er wieder in seiner Heimat Liestal und absolvierte eine Lehre zum Speditionskaufmann in Pratteln. Während der Saison 2012/13 spielte Hunziker für das Regio-Team des EHC Basel in der 1. Liga und hatte mit den EHC Basel Sharks mehrere Einsätze in der NLB. In der Saison 2013/14 gehörte er fest zum Kader der ersten Mannschaft der EHC Basel Sharks.
Dort war er bis zum Saisonende 2015/16 aktiv, ehe der Stürmer zu seinem Juniorenverein EHC Zunzgen-Sissach zurückkehrte und für diesen seither im Amateurbereich spielt.